# Abul Djabar
Aboul Djabar était un tueur en série afghan qui aurait fait au moins une soixantaine de victimes avant son arrestation en 1970. Il a été condamné à mort et pendu le 21 octobre 1970 à Kaboul.
Djabar prenait pour cibles des victimes de sexe masculin qu'il violait et étranglait avec un turban. En 1970, il a été pris en flagrant délit et arrêté.

## Erreurs judiciaires
Deux innocents ont été condamnés à mort et exécutés par pendaison pour ses crimes, avant son arrestation.